# Tepe Gaura
Tepe Gawra o Tepe Gaura és un jaciment arqueològic de Mesopotàmia al nord-oest de l'Iraq prop de l'antiga Nínive a 3 km de Khorsabad i 25 km al nord-est de Mossul, a la governació de Ninive. S'han excavat 16 nivells d'ocupació que van entre vers el 5000 aC i el 1500 aC. Inclou el temple decorat amb pilastres i esquerdes més antic dels coneguts. El període de Gauwra o cultura de Gaura (3500 aC - 2900 aC) porta el nom d'aquest lloc. El nom Gaura o Gawra deriva del kurd i vol dir "munt gran".

## Arqueologia
El munt té 120 metres de diàmetre i 22 metres d'altura. Fpu explorat per Austen Layard abans de 1850. i després excavat el 1927, 1931 i 1932 (8 mesos en total) per arqueolegs americans 